# Armando Sadiku
Armando Durim Sadiku (Elbasan, 27 maggio 1991) è un calciatore albanese, attaccante del Bellinzona.

## Biografia
Ha anche un fratello più piccolo, Sherif, anch'egli calciatore, ritirato nel 2020.

## Carriera

### Club

#### Gli inizi
Inizia a giocare nel 2007 con la maglia del Turbina Cërrik, squadra albanese militante nella terza divisione albanese. In Albania successivamente ha giocato anche con altre squadre tra cui il Gramozi e l'Elbasani.

#### Locarno e Lugano
Il 1º marzo 2011, viene acquistato dal Locarno, squadra militante nella Challenge League, la seconda divisione del campionato svizzero, con la quale colleziona 42 presenze e 31 gol tra campionato e coppa nazionale.
Nella stagione 2012-2013 invece, dopo aver giocato le prime 2 giornate di campionato col Locarno, il 23 luglio 2012 passa a titolo definitivo al Lugano, sempre in Ticino, dove sceglie la maglia numero 10, diventandone uno dei titolari.

#### Zurigo e prestiti a Vaduz e Lugano
Il 1º gennaio 2014 viene acquistato per 500.000 euro dallo Zurigo, squadra militante nella Super League, la massima divisione svizzera.
Il 12 gennaio 2016 passa in prestito per 6 mesi al Vaduz per poter giocare con più continuità. Al termine della sua esperienza col Vaduz ha collezionato 18 presenze e 9 gol tra campionato e coppa nazionale.
Ritornato a vestire la maglia dello Zurigo per fine prestito, nel frattempo retrocesso in Challenge League. Con lo Zurigo gioca la prima parte della stagione 2016-2017, debuttando anche in Europa League, dove colleziona 3 presenze ed un gol.
Il 7 gennaio 2017 il Lugano trova un accordo per il prestito del giocatore fino al termine della stagione.

#### Legia Varsavia
Il 14 luglio 2017 viene acquistato a titolo definitivo per 750.000 euro dalla squadra polacca del Legia Varsavia, con cui firma un contratto triennale con scadenza il 30 giugno 2020.

#### Levante e prestiti al Lugano ed al Málaga
Il 31 gennaio 2018 viene acquistato a titolo definitivo per un milione di euro dalla squadra spagnola del Levante, con cui firma un contratto triennale con scadenza il 30 giugno 2021.
Il 15 gennaio 2019 viene ceduto per 6 mesi in prestito secco alla squadra svizzera del Lugano. Il 2 settembre 2019 passa in prestito annuale al Malaga, squadra militante nella seconda divisione del campionato spagnolo. Terminato il prestito, il 16 agosto 2020 rescinde il proprio contratto con il Levante.

#### Erzurum BB
Il 4 settembre 2020 firma con la squadra turca dell'Erzurumspor FK.

#### Bolívar
Il 23 gennaio 2021 si trasferisce ai boliviani del Bolívar.

### Nazionale
Ha collezionato 7 presenze ed ha segnato 6 gol con la nazionale albanese Under-21.
Ha debuttato con la maglia della nazionale maggiore invece il 29 febbraio 2012, in una partita amichevole contro la Georgia, subentrando nei minuti finali del match.
Convocato per gli Europei 2016 in Francia, il 19 giugno 2016 è decisivo nella partita vinta per 0-1 contro la Romania segnando il gol della vittoria per l'Albania, permettendo così alla propria Nazionale di vincere la prima partita in un Europeo e di superare i rumeni in classifica, arrivando terzi nel proprio girone. Il suo gol è stato anche il primo storico gol di un giocatore albanese in una competizione internazionale.

## Statistiche

### Presenze e reti nei club
Statistiche aggiornate al 14 aprile 2025.
| Stagione              | Squadra                 | Campionato            | Campionato | Campionato | Coppe nazionali | Coppe nazionali | Coppe nazionali | Coppe continentali | Coppe continentali | Coppe continentali | Altre coppe | Altre coppe | Altre coppe | Totale | Totale |
| Stagione              | Squadra                 | Comp                  | Pres       | Reti       | Comp            | Pres            | Reti            | Comp               | Pres               | Reti               | Comp        | Pres        | Reti        | Pres   | Reti   |
| --------------------- | ----------------------- | --------------------- | ---------- | ---------- | --------------- | --------------- | --------------- | ------------------ | ------------------ | ------------------ | ----------- | ----------- | ----------- | ------ | ------ |
| 2007-2008             | Turbina Cërrik          | KP                    | 10         | 0          | CA              | 0               | 0               | -                  | -                  | -                  | -           | -           | -           | 10     | 0      |
| 2008-2009             | Turbina Cërrik          | KP                    | 30         | 10         | CA              | 1               | 0               | -                  | -                  | -                  | -           | -           | -           | 31     | 10     |
| Totale Turbina Cërrik | Totale Turbina Cërrik   | Totale Turbina Cërrik | 40         | 10         |                 | 1               | 0               |                    | -                  | -                  |             | -           | -           | 41     | 10     |
| 2009-2010             | Gramozi                 | KS                    | 29         | 8          | CA              | 3               | 0               | -                  | -                  | -                  | -           | -           | -           | 32     | 8      |
| 2010-mar. 2011        | Elbasani                | KS                    | 14         | 5          | CA              | 0               | 0               | -                  | -                  | -                  | -           | -           | -           | 14     | 5      |
| mar.-giu. 2011        | Locarno                 | CL                    | 12         | 9          | CS              | 0               | 0               | -                  | -                  | -                  | -           | -           | -           | 12     | 9      |
| 2011-2012             | Locarno                 | CL                    | 27         | 19         | CS              | 2               | 3               | -                  | -                  | -                  | -           | -           | -           | 29     | 22     |
| lug. 2012             | Locarno                 | CL                    | 1          | 0          | CS              | 0               | 0               | -                  | -                  | -                  | -           | -           | -           | 1      | 0      |
| Totale Locarno        | Totale Locarno          | Totale Locarno        | 40         | 28         |                 | 2               | 3               |                    | -                  | -                  |             | -           | -           | 42     | 31     |
| 2012-2013             | Lugano                  | CL                    | 32         | 20         | CS              | 2               | 2               | -                  | -                  | -                  | -           | -           | -           | 34     | 22     |
| 2013-gen. 2014        | Lugano                  | CL                    | 11         | 6          | CS              | 1               | 1               | -                  | -                  | -                  | -           | -           | -           | 12     | 7      |
| gen.-giu. 2014        | Zurigo                  | SL                    | 15         | 2          | CS              | 2               | 0               | -                  | -                  | -                  | -           | -           | -           | 17     | 2      |
| 2014-2015             | Zurigo                  | SL                    | 14         | 3          | CS              | 1               | 1               | UEL                | -                  | -                  | -           | -           | -           | 15     | 4      |
| 2015-gen. 2016        | Zurigo                  | SL                    | 14         | 5          | CS              | 3               | 3               | UEL                | 2                  | 0                  | -           | -           | -           | 19     | 8      |
| gen.-giu. 2016        | Vaduz                   | SL                    | 16         | 7          | CS+CL           | 0+2             | 2               | UEL                | -                  | -                  | -           | -           | -           | 18     | 9      |
| 2016-gen. 2017        | Zurigo                  | CL                    | 12         | 5          | CS              | 0               | 0               | UEL                | 3                  | 1                  | -           | -           | -           | 15     | 6      |
| Totale Zurigo         | Totale Zurigo           | Totale Zurigo         | 55         | 15         |                 | 6               | 4               |                    | 5                  | 1                  |             | -           | -           | 66     | 20     |
| gen.-giu. 2017        | Lugano                  | SL                    | 16         | 9          | CS              | 0               | 0               | -                  | -                  | -                  | -           | -           | -           | 16     | 9      |
| 2017-gen. 2018        | Legia Varsavia          | EK                    | 17         | 2          | CP              | 4               | 4               | UCL+UEL            | 2+2                | 1+0                | SP          | -           | -           | 25     | 7      |
| gen.-giu. 2018        | Levante                 | PD                    | 6          | 0          | CR              | 0               | 0               | -                  | -                  | -                  | -           | -           | -           | 6      | 0      |
| 2018-gen. 2019        | Levante                 | PD                    | 0          | 0          | CR              | 0               | 0               | -                  | -                  | -                  | -           | -           | -           | 0      | 0      |
| Totale Levante        | Totale Levante          | Totale Levante        | 6          | 0          |                 | 0               | 0               |                    | -                  | -                  |             | -           | -           | 6      | 0      |
| gen.-giu. 2019        | Lugano                  | SL                    | 16         | 3          | CS              | 1               | 0               | -                  | -                  | -                  | -           | -           | -           | 17     | 3      |
| Totale Lugano         | Totale Lugano           | Totale Lugano         | 75         | 38         |                 | 4               | 3               |                    | -                  | -                  |             | -           | -           | 79     | 41     |
| set. 2019-2020        | Malaga                  | SD                    | 36         | 13         | CR              | 1               | 0               | -                  | -                  | -                  | -           | -           | -           | 37     | 13     |
| 2020-gen.2021         | Erzurumspor FK          | SL                    | 5          | 0          | CT              | 3               | 0               | -                  | -                  | -                  | -           | -           | -           | 8      | 0      |
| gen.-lug.2021         | Bolívar                 | PD                    | 7          | 2          | -               | -               | -               | CL+CS              | 3+5                | 0+0                | -           | -           | -           | 15     | 2      |
| 2021-2022             | Las Palmas              | SD                    | 24         | 4          | CR              | 2               | 2               | -                  | -                  | -                  | -           | -           | -           | 26     | 6      |
| 2022-2023             | FC Cartagena            | SD                    | 31         | 8          | CR              | 3               | 0               | -                  | -                  | -                  | -           | -           | -           | 34     | 8      |
| 2023-2024             | Mohun Bagan Super Giant | ISL                   | 21+1       | 8          | SC              | 2               | 1               | AFC Cup            | 7                  | 1                  | DC          | 4           | 1           | 37     | 11     |
| 2024-2025             | Goa                     | ISL                   | 22+2       | 9+1        | SC              | -               | -               | -                  | -                  | -                  | DC+BT       | -+5         | -+6         | 29     | 16     |
| Totale carriera       | Totale carriera         | Totale carriera       | 441        | 158        |                 | 33              | 19              |                    | 24                 | 3                  |             | 9           | 7           | 507    | 187    |

### Cronologia presenze e reti in nazionale
| Cronologia completa delle presenze e delle reti in nazionale ― Albania | Cronologia completa delle presenze e delle reti in nazionale ― Albania | Cronologia completa delle presenze e delle reti in nazionale ― Albania | Cronologia completa delle presenze e delle reti in nazionale ― Albania | Cronologia completa delle presenze e delle reti in nazionale ― Albania | Cronologia completa delle presenze e delle reti in nazionale ― Albania | Cronologia completa delle presenze e delle reti in nazionale ― Albania | Cronologia completa delle presenze e delle reti in nazionale ― Albania |
| Data                                                                   | Città                                                                  | In casa                                                                | Risultato                                                              | Ospiti                                                                 | Competizione                                                           | Reti                                                                   | Note                                                                   |
| ---------------------------------------------------------------------- | ---------------------------------------------------------------------- | ---------------------------------------------------------------------- | ---------------------------------------------------------------------- | ---------------------------------------------------------------------- | ---------------------------------------------------------------------- | ---------------------------------------------------------------------- | ---------------------------------------------------------------------- |
| 29-2-2012                                                              | Tbilisi                                                                | Georgia                                                                | 2 – 1                                                                  | Albania                                                                | Amichevole                                                             | -                                                                      | 82’                                                                    |
| 22-5-2012                                                              | Madrid                                                                 | Qatar                                                                  | 1 – 2                                                                  | Albania                                                                | Amichevole                                                             | -                                                                      | 61’                                                                    |
| 27-5-2012                                                              | Istanbul                                                               | Iran                                                                   | 0 – 1                                                                  | Albania                                                                | Amichevole                                                             | -                                                                      | 46’                                                                    |
| 7-9-2012                                                               | Tirana                                                                 | Albania                                                                | 3 – 1                                                                  | Cipro                                                                  | Qual. Mondiali 2014                                                    | 1                                                                      | 56’ 58’                                                                |
| 12-10-2012                                                             | Tirana                                                                 | Albania                                                                | 1 – 2                                                                  | Islanda                                                                | Qual. Mondiali 2014                                                    | -                                                                      |                                                                        |
| 16-10-2012                                                             | Tirana                                                                 | Albania                                                                | 1 – 0                                                                  | Slovenia                                                               | Qual. Mondiali 2014                                                    | -                                                                      | 45’                                                                    |
| 14-11-2012                                                             | Lancy                                                                  | Albania                                                                | 0 – 0                                                                  | Camerun                                                                | Amichevole                                                             | -                                                                      | 70’                                                                    |
| 6-2-2013                                                               | Tirana                                                                 | Albania                                                                | 1 – 2                                                                  | Georgia                                                                | Amichevole                                                             | -                                                                      | 55’                                                                    |
| 26-3-2013                                                              | Tirana                                                                 | Albania                                                                | 4 – 1                                                                  | Lituania                                                               | Amichevole                                                             | -                                                                      | 64’                                                                    |
| 15-11-2013                                                             | Adalia                                                                 | Albania                                                                | 0 – 0                                                                  | Bielorussia                                                            | Amichevole                                                             | -                                                                      | 70’                                                                    |
| 5-3-2014                                                               | Durazzo                                                                | Albania                                                                | 2 – 0                                                                  | Malta                                                                  | Amichevole                                                             | -                                                                      | 78’                                                                    |
| 13-6-2015                                                              | Elbasan                                                                | Albania                                                                | 1 – 0                                                                  | Francia                                                                | Amichevole                                                             | -                                                                      | 64’                                                                    |
| 4-9-2015                                                               | Copenaghen                                                             | Danimarca                                                              | 0 – 0                                                                  | Albania                                                                | Qual. Euro 2016                                                        | -                                                                      | 64’                                                                    |
| 11-10-2015                                                             | Erevan                                                                 | Armenia                                                                | 0 – 3                                                                  | Albania                                                                | Qual. Euro 2016                                                        | 1                                                                      | 59’                                                                    |
| 13-11-2015                                                             | Pristina                                                               | Kosovo                                                                 | 2 – 2                                                                  | Albania                                                                | Amichevole                                                             | -                                                                      | 77’                                                                    |
| 16-11-2015                                                             | Tirana                                                                 | Albania                                                                | 2 – 2                                                                  | Georgia                                                                | Amichevole                                                             | -                                                                      |                                                                        |
| 26-3-2016                                                              | Vienna                                                                 | Austria                                                                | 2 – 1                                                                  | Albania                                                                | Amichevole                                                             | -                                                                      | 79’                                                                    |
| 29-3-2016                                                              | Lussemburgo                                                            | Lussemburgo                                                            | 0 – 2                                                                  | Albania                                                                | Amichevole                                                             | 1                                                                      | 59’                                                                    |
| 29-5-2016                                                              | Hartberg                                                               | Albania                                                                | 3 – 1                                                                  | Qatar                                                                  | Amichevole                                                             | 1                                                                      | 46’                                                                    |
| 3-6-2016                                                               | Bergamo                                                                | Albania                                                                | 1 – 3                                                                  | Ucraina                                                                | Amichevole                                                             | 1                                                                      | 60’                                                                    |
| 11-6-2016                                                              | Lens                                                                   | Albania                                                                | 0 – 1                                                                  | Svizzera                                                               | Euro 2016 - 1º turno                                                   | -                                                                      | 82’                                                                    |
| 15-6-2016                                                              | Marsiglia                                                              | Francia                                                                | 2 – 0                                                                  | Albania                                                                | Euro 2016 - 1º turno                                                   | -                                                                      |                                                                        |
| 19-6-2016                                                              | Lione                                                                  | Romania                                                                | 0 – 1                                                                  | Albania                                                                | Euro 2016 - 1º turno                                                   | 1                                                                      | 59’                                                                    |
| 31-8-2016                                                              | Scutari                                                                | Albania                                                                | 0 – 0                                                                  | Marocco                                                                | Amichevole                                                             | -                                                                      | 61’                                                                    |
| 5-9-2016                                                               | Scutari                                                                | Albania                                                                | 2 – 1                                                                  | Macedonia                                                              | Qual. Mondiali 2018                                                    | 1                                                                      |                                                                        |
| 24-3-2017                                                              | Palermo                                                                | Italia                                                                 | 2 – 0                                                                  | Albania                                                                | Qual. Mondiali 2018                                                    | -                                                                      | 76’                                                                    |
| 4-6-2017                                                               | Lussemburgo                                                            | Lussemburgo                                                            | 2 – 1                                                                  | Albania                                                                | Amichevole                                                             | -                                                                      | 46’                                                                    |
| 11-6-2017                                                              | Haifa                                                                  | Israele                                                                | 0 – 3                                                                  | Albania                                                                | Qual. Mondiali 2018                                                    | 2                                                                      | 71’                                                                    |
| 5-9-2017                                                               | Strumica                                                               | Macedonia                                                              | 1 – 1                                                                  | Albania                                                                | Qual. Mondiali 2018                                                    | -                                                                      |                                                                        |
| 6-10-2017                                                              | Alicante                                                               | Spagna                                                                 | 3 – 0                                                                  | Albania                                                                | Qual. Mondiali 2018                                                    | -                                                                      | 46’                                                                    |
| 9-10-2017                                                              | Scutari                                                                | Albania                                                                | 0 – 1                                                                  | Italia                                                                 | Qual. Mondiali 2018                                                    | -                                                                      |                                                                        |
| 13-11-2017                                                             | Adalia                                                                 | Turchia                                                                | 2 – 3                                                                  | Albania                                                                | Amichevole                                                             | 2                                                                      | 67’                                                                    |
| 26-3-2018                                                              | Elbasan                                                                | Albania                                                                | 0 – 1                                                                  | Norvegia                                                               | Amichevole                                                             | -                                                                      | 65’                                                                    |
| 22-3-2019                                                              | Scutari                                                                | Albania                                                                | 0 – 2                                                                  | Turchia                                                                | Qual. Euro 2020                                                        | -                                                                      | 58’                                                                    |
| 25-3-2019                                                              | Andorra la Vella                                                       | Andorra                                                                | 0 – 3                                                                  | Albania                                                                | Qual. Euro 2020                                                        | 1                                                                      |                                                                        |
| 8-6-2019                                                               | Reykjavík                                                              | Islanda                                                                | 1 – 0                                                                  | Albania                                                                | Qual. Euro 2020                                                        | -                                                                      | 80’                                                                    |
| 11-6-2019                                                              | Elbasan                                                                | Albania                                                                | 2 – 0                                                                  | Moldavia                                                               | Qual. Euro 2020                                                        | -                                                                      | 57’                                                                    |
| 7-9-2020                                                               | Tirana                                                                 | Albania                                                                | 0 – 1                                                                  | Lituania                                                               | UEFA Nations League 2020-2021 - 1º turno                               | -                                                                      |                                                                        |
| 20-6-2023                                                              | Tirana                                                                 | Fær Øer                                                                | 1 – 3                                                                  | Albania                                                                | Qual. Euro 2024                                                        | -                                                                      | 89’                                                                    |
| Totale                                                                 |                                                                        | Presenze (36º posto)                                                   | 39                                                                     |                                                                        | Reti (4º posto)                                                        | 12                                                                     |                                                                        |

| Cronologia completa delle presenze e delle reti in nazionale ― Albania under 21 | Cronologia completa delle presenze e delle reti in nazionale ― Albania under 21 | Cronologia completa delle presenze e delle reti in nazionale ― Albania under 21 | Cronologia completa delle presenze e delle reti in nazionale ― Albania under 21 | Cronologia completa delle presenze e delle reti in nazionale ― Albania under 21 | Cronologia completa delle presenze e delle reti in nazionale ― Albania under 21 | Cronologia completa delle presenze e delle reti in nazionale ― Albania under 21 | Cronologia completa delle presenze e delle reti in nazionale ― Albania under 21 |
| Data                                                                            | Città                                                                           | In casa                                                                         | Risultato                                                                       | Ospiti                                                                          | Competizione                                                                    | Reti                                                                            | Note                                                                            |
| ------------------------------------------------------------------------------- | ------------------------------------------------------------------------------- | ------------------------------------------------------------------------------- | ------------------------------------------------------------------------------- | ------------------------------------------------------------------------------- | ------------------------------------------------------------------------------- | ------------------------------------------------------------------------------- | ------------------------------------------------------------------------------- |
| 2-9-2011                                                                        | Tirana                                                                          | Albania under 21                                                                | 0 – 3                                                                           | Polonia under 21                                                                | Qual. Europeo Under-21 2013                                                     | -                                                                               | 74’ 61’                                                                         |
| 6-9-2011                                                                        | Tirana                                                                          | Albania under 21                                                                | 4 – 3                                                                           | Moldavia under 21                                                               | Qual. Europeo Under-21 2013                                                     | 2                                                                               | 46’                                                                             |
| 11-10-2011                                                                      | Varsavia                                                                        | Polonia under 21                                                                | 4 – 3                                                                           | Albania under 21                                                                | Qual. Europeo Under-21 2013                                                     | 2                                                                               |                                                                                 |
| 10-11-2011                                                                      | Tirana                                                                          | Albania under 21                                                                | 0 – 1                                                                           | Russia under 21                                                                 | Qual. Europeo Under-21 2013                                                     | -                                                                               |                                                                                 |
| 14-11-2011                                                                      | Tirana                                                                          | Albania under 21                                                                | 2 – 2                                                                           | Portogallo under 21                                                             | Qual. Europeo Under-21 2013                                                     | 2                                                                               |                                                                                 |
| 6-6-2012                                                                        | Lisbona                                                                         | Portogallo under 21                                                             | 3 – 1                                                                           | Albania under 21                                                                | Qual. Europeo Under-21 2013                                                     | -                                                                               |                                                                                 |
| 12-6-2012                                                                       | Mosca                                                                           | Russia under 21                                                                 | 0 – 0                                                                           | Albania under 21                                                                | Qual. Europeo Under-21 2013                                                     | -                                                                               |                                                                                 |
| Totale                                                                          |                                                                                 | Presenze                                                                        | 7                                                                               |                                                                                 | Reti                                                                            | 6                                                                               |                                                                                 |

## Palmarès

### Club
- Coppa Svizzera: 1

Zurigo: 2013-2014
- Coppa del Liechtenstein: 1

Vaduz: 2015-2016
- Durand Cup: 1

Mohun Bagan SG: 2023
- ISL Shield: 1

Mohun Bagan SG: 2023-2024
- Bandodkar Trophy: 1

FC Goa: 2024

### Individuale
- Capocannoniere della Challenge League: 2

2011-2012 (19 gol), 2012-2013 (18 gol)